# ريتشارد بوتشر
ريتشارد بوتشر (بالإنجليزية: Richard Butcher)‏ (22 يناير 1981 في المملكة المتحدة - 9 يناير 2011 في المملكة المتحدة) هو لاعب كرة قدم بريطاني في مركز الوسط. لعب مع أولدهام أثلتيك وروشدين ودايموندز وماكليسفيلد تاون ونادي بيتربورو يونايتد ونادي نورثامبتون تاون ونوتس كاونتي ونادي كيترينغ تاون ولينكولن سيتي أف سي.

## وصلات خارجية
- ريتشارد بوتشر على موقع قاعدة بيانات كرة القدم.إي يو (الإنجليزية)
- ريتشارد بوتشر على موقع Soccerbase.com (لاعب) (الإنجليزية)